# Alma Detthow
Alma Mathilda Fredrika Detthow, född 25 november 1855 i Stockholm, död 14 juli 1937 i Franzensbad, var en svensk skolföreståndare och reformpedagog.
Efter att ha varit lärare i Kungsholmens och Adolf Fredriks skolor i Stockholm 1872-74 och efter examen vid folkskoleseminariet i Stockholm 1876 och tjänst som lärare i Maria folkskola var hon 1879-1896 verksam vid Ateneum för flickor, där hon förestod övningsskolan och småskoleseminaret.
År 1896 grundade hon Detthowska skolan, från 1912 vid Engelbrektsgatan i Stockholm. Hon ledde den fram till sin pensionering 1925. Hon grundade 1896 och ledde även Nya lärarinneseminariet, det första privata lärarinneseminariet i Sverige, som lades ned 1912. Åren 1899-1925 var hon också lärare vid Nya småskoleseminariet i Stockholm, som lades ner 1927.
Hon var en kraftfull pedagog, men bröt med gängse undervisningsmetod när hon menade att varje elev skulle behandlas som en individ med individuella krav och färdigheter. Hon införde redan 1909 stenografi och maskinskrivning på schemat, liksom hälsolära och sexualhygien. Även genom att avskaffa hemläxor till måndagar (utom i kristendomskunskap) och införa halvdagsundervisning på lördagar var hon pionjär. Eleverna fick företa klassresor utomlands.
På äldre dagar idkade hon en omfattande välgörenhet och donerade ca 1,4 miljoner kronor (i dåtidens penningvärde) till olika välgörande ändamål, bl.a. Alma Detthows hjälpfond,  Alma Detthows vilohem på Lidingö "för mindre bemedlade kvinnor av den bildade s.k. medelklassen" och Alma Detthows stiftelse, som uppförde bostäder för "bildade självförsörjande kvinnor".  De olika stiftelserna ställdes under överinseende av Svenska kyrkans diakonistyrelse eller Stockholms domkapitel.
Hon erhöll 1929 den kungliga medaljen Illis Quorum.
Detthow avled under en resa i Tjeckoslovakien.